# Antonio Huertas
Antonio Huertas Mejías (Villanueva de la Serena, Badajoz, 18 de enero de 1964) es un ejecutivo español y actual presidente del grupo Mapfre.

## Biografía
Antonio Huertas es licenciado en derecho en la Universidad de Salamanca. Es presidente de Mapfre desde 2012 nombrado por el anterior presidente. José Manuel Martínez, compagina este puesto con el de presidente del Patronato de la Fundación Mapfre.
Fue presidente y CEO de Mapfre Puerto Rico y Mapfre Florida (de 2001 a 2004), director general de Mapfre Mutualidad (de 2005 a 2006), presidente de Mapfre Automóviles, Mapfre Seguros Generales y Mapfre Caja Salud (de 2006 a 2008), presidente de Mapfre Familiar (de 2006 a 2010) y vicepresidente tercero de Mapfre, S.A. desde 2011 hasta su nombramiento como presidente.
Desde febrero de 2012, fue miembro del Consejo Empresarial para la Competitividad hasta su clausura (2016) y también es patrono de la Fundación Reina Sofía, la Fundación Princesa de Asturias, la Asociación Española de Fundaciones, la Fundación Carolina, la Fundación Museo Reina Sofía y la Fundación Ortega Muñoz, entre otras.
Fue el impulsor del área de negocio directo de Mapfre, instrumentado inicialmente bajo la figura de Verti y posteriormente implementado en el resto de la organización a través de la venta en línea de seguros. El modelo que implementó en esta filial será además exportado a otros países como China y Estados Unidos reforzando su estrategia digital con la venta en línea de seguros. En el ámbito de internacionalización ha impulsado la globalización de la empresa, apoyando esto con adquisiciones como las de Direct Line en Alemania e Italia donde operarán bajo marca Verti, continuando además el proceso de transformación digital y la apertura de operación en el mercado chino para la venta inicialmente de seguros de autos, aunque la burocracia del país esté retrasando el inicio del proyecto. Huertas espera que en los próximos años el peso del negocio internacional crezca hasta alcanzar el 75% de los ingresos, mientras que espera que el peso del negocio digital alcance el 7% (frente al actual 1%).

## Premios y reconocimientos
- El 28 de enero de 2014 Antonio Huertas recogió el Premio a las Mejores Prácticas Empresariales en Internacionalización otorgado por KPMG y El Confidencial[15]

- El 24 de noviembre de 2014 Antonio Huertas Mejías, fue galardonado con el Premio Empresario del Año[16] otorgado por la Cámara de Comercio Brasil-España
- El 7 de enero de 2015 recibe el premio FAMA Internacional[17] entregado en Brasil y otorgado por el Foro de Alta Medición Aseguradora

- El 20 de septiembre de 2017 recibe el premio Tiepolo 2017[18] entregado en Roma y otorgado durante el XV Foro de Diálogo España-Italia.
- El 18 de octubre de 2020 recibe en Brasilia el premio "Personalidad española 2020" de la Cámara de Comercio Brasil-España[19]
- El 25 de abril de 2022 recibe el premio "Mejor Directivo Embajador del Sur de España" por la Asociación de Empresarios del Sur de España[20]
- El 26 de abril de 2022 también recibe la Medalla de Oro de la Provincia de Badajoz[21]